# Casa Real Afroboliviana
La Casa Real Afroboliviana es la casa real de los afrobolivianos. Quienes componen esta casa real son los descendientes de una antigua monarquía africana, quienes fueron trasladados como esclavos al Nuevo Mundo.
Esta monarquía tiene origen en la comunidad afrodescendiente de Bolivia y fue reconocida por el Estado boliviano en 2007 con la coronación de Julio Pinedo por parte de las autoridades del departamento de La Paz.

## Historia
Bolivia posee una diversidad cultural que está presente desde la época precolombina y la conquista española. Durante la historia, en el territorio actualmente correspondiente a Bolivia se desarrollaron numerosas culturas. En determinado periodo la región formó parte del Imperio incaico y el Imperio español. La dinastía incaica fue abolida en el virreinato y el dominio de la monarquía española en el continente con la independencia los países de Hispanoamérica.

### Llegada de los primeros descendientes de la realeza
En los tiempos coloniales, entre el siglo XVI y XIX se trajeron al continente comunidades africanas como parte del Comercio atlántico de esclavos, muchas de ellas para trabajo doméstico, trabajo en las minas de plata y otras labores de cuidado, las cuales tras diferentes procesos de movilidad en la región llegaron a las regiones tropicales de los Yungas. 
Según la tradición oral, entre las personas esclavizadas que llegaron se encontraba el Príncipe Uchicho, proveniente de Mbanza Kongo, hijo de un rey del Reino del Congo, fue trasladado a Bolivia hacia 1820 en uno de los últimos contingentes de esclavos. Según registros trabajó como esclavo en las minas de Potosí hasta el año 1823, cuando fue vendido a Manuel Ignacio Pinedo, hijo del coronel español Ignacio Pinedo y Montúfar y de María del Carmen Bilbao la Vieja, marquesa de Haro. Uchicho trabajó en la hacienda Santa Gertrudis en la región de Mururata.

### Coronación del Príncipe Uchicho
Los otros esclavos reconocieron al príncipe al ver dibujos y figuras en su torso propias de la realeza, tras esto empezaron a reconocer al príncipe africano como su rey, se comprometieron a hacer el trabajo que él debía hacer para que no tuviese que trabajar y posteriormente fuese liberado.
El Príncipe Uchicho fue coronado en el año 1832. Se cuenta que su padre, antes de morir, mandó su corona, su capa, su bastón de mando, un chaleco bordado en oro y plata desde África para tal ocasión.
Según las declaraciones de los habitantes de Tocaña que vivieron en aquélla época, fue Bonifaz, hijo de Uchicho, quien llegó a ser capataz de la hacienda y con el tiempo llegó a tener su propia tierra y trabajadores negros. Bonifaz se hizo fabricar una corona, un cetro y una capa cuando realizó un viaje a La Paz y al regresar se coronó a sí mismo como "rey de la plata, rey del oro y rey de todos los negros".

### Reyes Bonifaz (Bonifacio I), José y Bonifacio II
A Uchicho le sucedió Bonifaz, quien siguiendo la costumbre adoptó el apellido de sus patrones: Pinedo. Después sucederían los reyes José y Bonifacio, coronado este último en 1932.
Bonifacio Pinedo falleció en 1954, quedando el trono vacante hasta 1992, cuando su nieto Julio (hijo de la Princesa Aurora) sería coronado.

### Julio Pinedo y el reconocimiento oficial
Julio fue coronado Rey por una parte de la comunidad afroboliviana en 1992 y forma parte del Movimiento Cultural Negro desde 1994. 
En 2007 ocurrió una segunda coronación, esta vez de carácter oficial. El Prefecto de La Paz, José Luis Paredes, ratificó de manera formal la coronación que 15 años atrás había realizado la comunidad afroboliviana a favor de Julio Pinedo. De esta manera el Estado boliviano empezó a reconocer formalmente a la monarquía, siendo Julio el primer y único rey oficial.
Actualmente el Rey Julio está casado con Angélica Larrea, Reina y campesina afroboliviana que fue alcaldesa de Mururata. Además tiene un hijo adoptivo, reconocido legalmente, que en realidad es su sobrino llamado Rolando Pinedo, Príncipe Heredero y futuro Rey de la comunidad.
El país considera a los reyes como parte del patrimonio cultural, la familia real es la única monarquía de raíces africanas hereditarias existente en Sudamérica. La figura institucional ha sido reconocida por la Constitución Boliviana y las Naciones Unidas. Las antiguas haciendas y campos de coca donde trabajaron esclavos, actualmente las pueblan unos 35000 afrobolivianos en convivencia con los aimara y otros grupos étnicos del país.

## Monarcas afrobolivianos
Los monarcas afrobolivianos han sido los siguientes:
- Uchicho (1832 - XIX)
- Bonifacio I (XIX)
- José Pinedo (XIX - XX)
- Bonifacio II (1932 - 1950)
- Julio Pinedo (1992 - presente) (reconocido oficialmente desde 2007)